# La'Mule
La'Mule（ラ・ムール）は、日本のヴィジュアル系ロックバンド。1996年結成。

## 概要
- 1996年、四国にて結成[1]。
- 1998年、ダイナマイト・トミーのプロデュースによるアルバム『inspire』にてメジャー・デビュー[1]。
- 2003年に無期限活動休止したが、2回の限定復活ライブの後、2012年に解散することが発表された[2]。
- 初期は刹那的で狂気的な世界観を表現していた一方、2001年に自主レーベルを設立して発売した4thアルバム『CLIMAX』以降は、普遍的なロックサウンドを追求したと評される[3]。
- 1998年末期から2000年頃のヴィジュアル系ブーム衰退期に活躍したバンドのひとつに挙られ、極めて厳しい時代を生きなければならなかったが、次世代のネオ・ヴィジュアル系へとシーンを橋渡しする役割を果たしたとされる[4]。

## メンバー
- Vocal：紺（こん）
  - ヴォーカル担当。本名：藤本和久（ふじもとかずひさ）。11月11日生まれ、A型。高知県出身、身長156cm。
  - La'Muleのリーダー、主に作詞を担当。
  - 血塗れの包帯姿が特徴。元々は黒い衣装を着ていたが、あるイベントの出演の際に血塗れの衣装を着たことをきっかけに、その後メンバー全員が血塗れの衣装を着るようになった。
  - 活動休止後、YOU-YAと元覇叉羅-vasalla-のカイエと共にRed Carpetを結成し、「藤本和久」名義で活動、2007年7月31日に解散。カイエと共にNightingeiLを結成して活動し、2012年に解散。カイエとは、二人でゲノというユニットも組んでいる。
  - La'MuleのメンバーであるSINとNAOと共にCELLと言うバンドを結成。
  - 危険物取扱免許を持っている。

- Guitar：SIN（しん）
  - 上手ギター担当。5月21日生まれ、B型。高知県出身。身長172cm。
  - YukiとFumiの脱退後、NAOとともに加入した。主に作曲担当。
  - メンバーの中で一番背が高い。ガンダム好きである。
  - La'Mule加入以前、NAOとIfというバンドを組んでいた。
  - 活動休止後、ソロ活動をしていたが、その後音楽業界から引退していた時期もある。
  - 音楽活動を復帰しており、紺とNAOとCELLを結成。

- Guitar：NAO（なお）
  - 下手ギター担当。9月28日生まれ、AB型。高知県出身。身長163cm。
  - 作曲担当。
  - 青く染めた長髪が特徴。
  - SINと同様、ガンダム好きである。
  - 活動休止後はバンド活動はせず、フリーとして活動と同時にダーツバーを経営している。
  - 紺とSINと共にCELLを結成。
  - 警備員のアルバイトをしていたことがある。

- Bass：ISUKE（いすけ）
  - ベース担当。本名：長田大介（ながただいすけ）。7月30日生まれ、A型。高知県出身。身長168cm。
  - 紺同様、結成当初からいたメンバーである。
  - 赤く染めた長髪が特徴。
  - 名前の「ISUKE」は本名の「だいすけ」に由来。
  - 活動休止後は、スマグラーのサポートメンバーを務めたことがある。
  - 2008年に「長田大介」名義でVELVET DEEP SLOWという四国を拠点としたバンドを結成するが、2011年8月に脱退した。

- Drums：YOU-YA（ゆうや）
  - 本名：濱本裕也（はまもとゆうや）。11月12日生まれ、A型。愛媛県出身。
  - 前ドラマー、MATAIIの脱退により1997年、当時17歳で加入した。メンバーの中では最年少。
  - 脚が細いのが特徴で、彼の自慢である。書道3段の資格を持っている。
  - 活動休止後は紺と共にRed Carpetを結成し、「濱本裕也」名義で活動するが、2007年に解散。同年「YOU-YA」名義でNUMBER MOUSEのサポートを務め、2009年に正式にメンバーとなる。その後はPink-TribalとVABELというバンドを結成し活動している。

### 旧メンバー
- Yuki（ゆき）
  - 初期のメンバー。ギター担当。紺と共にLa'Muleを結成した当初はリーダーでもあった。1998年、レコーディング終了後に脱退。後に、kreuzenvaizeと言うバンドを結成するが、1999年8月30日に脱退し、引退した。(kreuzenvaizeは2001年2月12日に解散)
- Fumi（ふみ）
  - 初期のメンバー。ギター担当。1998年、レコーディング終了後に脱退。
- MATAII
  - 初期のメンバー。ドラム担当。

## 来歴
- 1996年 結成[1]。
- 1997年 四国3ヶ所で行ったワンマンライブをソールドアウトさせる[5]。Dr.YOU-YA加入[要出典]。
- 1998年 Yuki、Fumi脱退。SIN、NAO が加入[要出典]。
- 1999年5月1日 渋谷ON AIR WESTにてワンマンライブ。
- 1999年10月6日 渋谷公会堂にてワンマンライブ。
- 2001年11月29日 渋谷ON AIR EASTにてワンマンライブ。
- 2003年8月29日 高田馬場CLUB PHASEにおけるワンマンライブをもって活動休止。
- 2010年7月3日 Shibuya O-EASTにてKaya主催｢ソドムの晩餐―第一夜―｣に出演、限定復活ライブ。
- 2011年11月27日 赤坂BLITZにてUNDER CODE PRODUCTION主催「輪廻転生〜A RETURN of "VISUAL MONSTER"〜」に出演、限定復活ライブ。
- 2012年2月16日 2012年4月5日、6日の渋谷REXワンマンライブをもって解散すると発表[2]。
- 2014年3月22日 目黒鹿鳴館にてAYAME（MIRAGE）追悼イベント「Remembrance Day -TOKYO-」に出演、限定復活ライブ。

## ディスコグラフィ

### デモテープ
| No. | 発売日     | タイトル             |
| --- | ---------- | -------------------- |
| 1st | 1996年1月  | Lepra                |
| 2nd | 1996年11月 | Mis-take of out-take |
| 3rd | 1997年5月  | 情景ノ都             |
| 4th |            | ウサギの罪           |

### シングル
| No.  | 発売日         | タイトル                      | 規格品番 | 最高順位 |
| ---- | -------------- | ----------------------------- | -------- | -------- |
| 1st  | 1998年4月4日   | 時ノ葬列                      |          |          |
| 2nd  | 1998年6月1日   | 情景ノ都 ※デモテープの再発    |          |          |
| 3rd  | 2000年4月4日   | 弐月伍日ノ泪 ※通信販売限定    |          |          |
| 4th  | 2000年6月6日   | ナイフ                        | STK-666  |          |
| 5th  | 2001年5月25日  | memory of flow                |          |          |
| 6th  | 2001年7月20日  | 一日の孤独 百年の孤独         | SLIT-002 |          |
| 7th  | 2001年12月24日 | 爛 〜RAN〜                    | SLIT-003 |          |
| 8th  | 2002年2月22日  | gimmick                       | SLIT-004 |          |
| 9th  | 2002年5月29日  | fit to naked the heavens fall | SLIT-005 |          |
| 10th | 2002年11月11日 | サイコダイヴ                  | SLIT-008 |          |
| 11th | 2002年12月12日 | BERLIN                        | SLIT-009 |          |

### アルバム
| No. | 発売日         | タイトル                     | 規格品番                                | 発売元                                                         | 最高順位                |
| --- | -------------- | ---------------------------- | --------------------------------------- | -------------------------------------------------------------- | ----------------------- |
| 1st | 1998年10月21日 | inspire                      | APCA-246                                | バンダイ・ミュージックエンタテインメント                       |                         |
| 2nd | 1999年3月25日  | Curse                        | APCA-277                                | エストプレッション（バンダイ・ミュージックエンタテインメント） | 38位（1999年4月12日付） |
| 3rd | 1999年9月22日  | 結界〜ガラス神経ト自我境界〜 | SLR-001                                 | soleil（フリーウィル）                                         | 27位（1999年10月4日付） |
| 4th | 2001年2月22日  | CLIMAX                       | SLIT-001                                | SLiT                                                           |                         |
| 5th | 2012年4月5日   | Eyes Bloodshed 2012 the Best | 店頭限定盤SLiT-006 SHOXX限定盤SLiT-006B | SLiT                                                           |                         |

### 映像作品
| 発売日                      | タイトル                        | 規格品番  | 最高順位 |
| --------------------------- | ------------------------------- | --------- | -------- |
| 1999年1月27日               | inspire                         | SLLV-0001 |          |
| 1999年7月28日               | Curse                           | SLLV-0002 |          |
| 1999年10月6日※無料配布      | 結界〜ガラス神経ト自我境界〜    |           |          |
| 1999年12月12日※通信販売限定 | 浮遊月 〜唯我乃奇景経典〜       |           |          |
| 2000年1月11日               | 浮遊月 〜唯我乃奇性経典〜       | SLLV-0003 |          |
| 2000年7月20日               | 1999.9.25 渋谷ON AIR EAST       | M-003     |          |
| 2000年7月20日               | 1999.10.6 渋谷公会堂            | M-004     |          |
| 2000年9月21日               | ナイフ                          | STK-666V  |          |
| 2000年12月26日              | Dear                            | STK-667V  |          |
| 2001年5月21日               | Sweet enemy                     | STK-668V  |          |
| 2002年7月29日               | everlasting〜永遠のために〜     |           |          |
| 2003年10月29日              | Love me                         | SLIT-010B |          |
| 2011年11月27日              | history of the blood 1996〜2003 |           |          |

### 参加オムニバス
| 発売日        | タイトル       | 規格品番   | 最高順位 | 収録曲                |
| ------------- | -------------- | ---------- | -------- | --------------------- |
| 1998年1月30日 | Face of Soleil | GG-008/009 |          | Lepra                 |
| 2002年3月14日 | Last of Soleil | AFDA-1001  |          | 「爛」RUN Ver.2       |
| 2003年7月23日 | 妖幻鏡III      | PLGC-028   |          | BERLIN-妖幻鏡Version- |